# Emil Galimov
Pour les articles homonymes, voir Galimov.
Emil Gabdelnourovitch Galimov - en russe : Эмиль Габдельнурович Галимов (Èmil’ Gabdel’nurovič Galimov) - (né le 9 mai 1992 à Nijnekamsk en Russie) est un joueur professionnel russe de hockey sur glace. Il évolue au poste d'attaquant. Il est le frère du joueur professionnel Ansel Galimov.

## Biographie

### Carrière en club
Formé au Neftekhimik Nijnekamsk, il débute en senior avec l'équipe réserve dans la Pervaïa liga, le troisième échelon russe, en 2008.
La saison suivante, il joue avec le Reaktor, l'équipe junior qui prend part à la MHL. Il évolue alors avec son frère Ansel, son aîné d'un an. Il inscrit six buts et quatre assistances en trente-deux parties. Il ne dispute qu'un match de séries éliminatoires face au Cherif en huitième de finale de la Coupe Kharlamov. Il sert une aide. Le Reaktor est éliminé en quart de finale face au Kouznetskie Medvedi.
Sa production de point augmente lors de la saison 2010-2011, il marque onze buts pour dix-huit points en vingt-sept matchs de MHL. Le 29 octobre 2010, Vladimir Krikounov, entraîneur du Neftekhimik, lui donne ses premières minutes de jeu dans la Ligue continentale de hockey face au Iougra Khanty-Mansiïsk. Le 3 février 2011, Galimov inscrit son premier but face à l'Atlant Mytichtchi. Il finit la saison avec un but et une assistance en dix-huit parties dans la KHL. Il termine la saison avec le Reaktor qui est éliminé en cinq matchs lors du huitième de finale face aux Stalnye Lissy. Il marque à trois reprises durant cette confrontation contre l'équipe junior du Metallourg Magnitogorsk.
En saison 2011-2012, il joue huit matchs avec le Neftekhimik et tourne à un point par match lors de ses neufs rencontres disputées avec le Reaktor. Le 1er novembre 2011, il signe un contrat avec le Lokomotiv Iaroslavl. Le Lokomotiv est alors en pleine reconstruction à la suite de l'accident de l'avion et recrute des joueurs pour inscrire une équipe dans la VHL, le deuxième niveau russe. Galimov débute dans la MHL avec le Loko. Il joue huit parties de saison régulière pour neuf points. À partir du 12 décembre, le Loko joue dans la VHL. Son calendrier est aménagé et il dispute une partie face à chaque équipe de ligue. Il termine troisième de la conférence ouest dans un classement établi au pourcentage de victoires. Galimov bénéficie d'un temps de jeu plus important que dans la KHL avec le Neftekhimik et s'aguerrit à un niveau plus relevé que la MHL. Il est le meilleur buteur de l'équipe ex-aequo avec Oleg Iachine avec neuf buts et ajoute quatre assistances en dix-sept matchs. Il joue dix matchs lors des séries éliminatoires de la Coupe Bratine pour la moitié de points. Le Lokomotiv de Piotr Vorobiov élimine le HK VMF Saint-Pétersbourg 3-2 en huitième de finale puis perd sur le même score au tour suivant face au Dizel Penza. Galimov inscrit l'unique but du Lokomotiv lors du dernier match de la saison perdu 3-1.
Lors de la saison 2012-2013, le Lokomotiv possède deux équipes professionnelles, la première en KHL et une réserve en VHL. Galimov commence la saison en VHL. En cinq matchs, il obtient le même total de point dont quatre buts. Le 21 septembre, il est alors rappelé en équipe première. Au cours du mois d'octobre, l'entraîneur Tom Rowe l'aligne avec Sergueï Plotnikov et le centre Artiom Anissimov, recruté pendant le lock-out de la Ligue nationale de hockey. Il inscrit deux points en quatorze matchs avant que sa production offensive ne décolle avec plus d'un point par match durant les neuf rencontres du mois de novembre.
Il est choisi au septième tour en deux-cent-septième position par les Sharks de San José lors du repêchage d'entrée dans la LNH 2013.
Le 3 février 2023, il inscrit un quadruplé avec le SKA Saint-Pétersbourg face aux Ak Bars Kazan.

### Carrière internationale
Il représente la Russie en sélections jeunes. Il est sélectionné pour le championnat du monde moins de 18 ans 2010. Son coéquipier au Reaktor Pavel Koulikov est également présent. Galimov marque un but contre la Finlande lors du premier tour. La Russie élimine la Suisse 4-3 en quart de finale, puis s'incline 3-1 contre la Suède en demi-finale. Elle perd le match pour la médaille de bronze contre la Finlande 5-1 avec un but de Galimov en fin de match. Il termine la compétition avec trois points dont deux buts en cinq matchs. Il prend part à la Super Série Subway 2011. Il participe au camp d'entraînement de l'équipe russe pour le championnat du monde junior 2012 mais est le dernier joueur écarté par le sélectionneur Valeri Braguine. Le 11 décembre 2012, il joue son premier match avec la Russie 2 face à l'Allemagne au cours d'une victoire 1-0 acquise lors des tirs de fusillade.

## Statistiques

### En club
| Saison    | Équipe                   | Ligue        |    | Saison régulière | Saison régulière | Saison régulière | Saison régulière | Saison régulière |   | Séries éliminatoires | Séries éliminatoires | Séries éliminatoires | Séries éliminatoires | Séries éliminatoires |
| Saison    | Équipe                   | Ligue        | PJ | B                | A                | Pts              | Pun              | PJ               | B | A                    | Pts                  | Pun                  |                      |                      |
| 2008-2009 | Neftekhimik Nijnekamsk 2 | Pervaïa liga |    |                  |                  |                  |                  |                  |   |                      |                      |                      |                      |                      |
| 2009-2010 | Reaktor                  | MHL          | 32 | 6                | 4                | 10               | 69               | 1                | 0 | 1                    | 1                    | 0                    |                      |                      |
| 2010-2011 | Neftekhimik Nijnekamsk   | KHL          | 18 | 1                | 1                | 2                | 4                |                  |   |                      |                      |                      |                      |                      |
| 2010-2011 | Reaktor                  | MHL          | 27 | 11               | 7                | 18               | 34               | 5                | 3 | 0                    | 3                    | 27                   |                      |                      |
| 2011-2012 | Neftekhimik Nijnekamsk   | KHL          | 8  | 0                | 0                | 0                | 2                | -                | - | -                    | -                    | -                    |                      |                      |
| 2011-2012 | Lokomotiv Iaroslavl      | VHL          | 17 | 9                | 4                | 13               | 12               | 10               | 2 | 3                    | 5                    | 10                   |                      |                      |
| 2011-2012 | Reaktor                  | MHL          | 9  | 5                | 4                | 9                | 33               | -                | - | -                    | -                    | -                    |                      |                      |
| 2011-2012 | Loko                     | MHL          | 8  | 4                | 5                | 9                | 2                | -                | - | -                    | -                    | -                    |                      |                      |
| 2012-2013 | Lokomotiv Iaroslavl 2    | VHL          | 5  | 4                | 1                | 5                | 4                | -                | - | -                    | -                    | -                    |                      |                      |
| 2012-2013 | Lokomotiv Iaroslavl      | KHL          | 33 | 7                | 13               | 20               | 10               | 6                | 0 | 2                    | 2                    | 6                    |                      |                      |
| 2012-2013 | Loko                     | MHL          | 2  | 1                | 1                | 2                | 2                | -                | - | -                    | -                    | -                    |                      |                      |
| 2013-2014 | Lokomotiv Iaroslavl      | KHL          | 43 | 7                | 5                | 12               | 24               | 18               | 1 | 3                    | 4                    | 8                    |                      |                      |
| 2014-2015 | Lokomotiv Iaroslavl      | KHL          | 54 | 9                | 9                | 18               | 26               | 6                | 0 | 2                    | 2                    | 8                    |                      |                      |
| 2015-2016 | Lokomotiv Iaroslavl      | KHL          | 49 | 9                | 14               | 23               | 52               | 5                | 0 | 1                    | 1                    | 2                    |                      |                      |
| 2016-2017 | Lokomotiv Iaroslavl      | KHL          | 42 | 5                | 4                | 9                | 24               | 4                | 0 | 1                    | 1                    | 6                    |                      |                      |
| 2017-2018 | Neftekhimik Nijnekamsk   | KHL          | 46 | 15               | 14               | 29               | 38               | -                | - | -                    | -                    | -                    |                      |                      |
| 2018-2019 | Neftekhimik Nijnekamsk   | KHL          | 50 | 8                | 7                | 15               | 30               | -                | - | -                    | -                    | -                    |                      |                      |
| 2019-2020 | Ak Bars Kazan            | KHL          | 47 | 14               | 7                | 21               | 57               | 4                | 3 | 1                    | 4                    | 4                    |                      |                      |
| 2020-2021 | SKA Saint-Pétersbourg    | KHL          | 29 | 8                | 8                | 16               | 14               | 16               | 4 | 6                    | 10                   | 4                    |                      |                      |
| 2021-2022 | SKA Saint-Pétersbourg    | KHL          | 36 | 4                | 6                | 10               | 14               | 13               | 1 | 4                    | 5                    | 4                    |                      |                      |
| 2022-2023 | SKA Saint-Pétersbourg    | KHL          | 27 | 8                | 6                | 14               | 14               | 12               | 3 | 0                    | 3                    | 6                    |                      |                      |
| 2023-2024 | SKA Saint-Pétersbourg    | KHL          | 20 | 1                | 4                | 5                | 6                | 8                | 1 | 1                    | 2                    | 10                   |                      |                      |
| 2024-2025 | SKA-Neva                 | VHL          | 10 | 3                | 4                | 7                | 6                | -                | - | -                    | -                    | -                    |                      |                      |
| 2024-2025 | Avangard Omsk            | KHL          | 15 | 4                | 4                | 8                | 4                | 1                | 0 | 0                    | 0                    | 0                    |                      |                      |

### En équipe nationale
| Année | Équipe                       | Compétition                          |   | PJ | B | A | Pts | Pun | +/-             |  | Résultat |
| 2010  | Russie                       | Championnat du monde moins de 18 ans | 7 | 2  | 1 | 3 | 10  | +2  | Quatrième place |  |          |
| 2021  | ROC (Comité olympique russe) | Championnat du monde                 | 8 | 1  | 1 | 2 | 4   | +3  | Cinquième place |  |          |